# Relaciones México-Suiza
Las naciones de México y Suiza establecieron relaciones diplomáticas en 1945, sin embargo, ambas naciones habían establecido contacto oficial en 1827. Ambas naciones son miembros de las Naciones Unidas y la Organización para la Cooperación y el Desarrollo Económicos.

## Historia
México y Suiza acordaron el establecimiento de relaciones oficiales en 1827. Ese mismo año, Suiza abrió una oficina diplomática en la Ciudad de México. En 1832, ambas naciones firmaron un Tratado de Amistad y Comercio y México abrió una oficina diplomática en Basilea. En 1945, ambas naciones establecieron oficialmente relaciones diplomáticas y en 1946, México abrió una oficina diplomática en Berna. En 1958, ambas naciones elevaron sus misiones diplomáticas a las embajadas.
En 1990, el presidente mexicano Carlos Salinas de Gortari viajó a Ginebra y a Davos. En noviembre de 2004, el presidente suizo Joseph Deiss viajó a México, la primera visita de un presidente suizo. Mientras estuvo en México, el presidente Deiss se reunió con el presidente Vicente Fox. Ha habido varias visitas de líderes de ambas naciones.
Suiza mantiene un perfil internacional de alto nivel debido a que alberga a varios organismos de las Naciones Unidas y otras organizaciones internacionales en la ciudad de Ginebra. Cada año, el Foro Económico Mundial se celebra en Davos y altos funcionarios mexicanos, incluyendo a veces al presidente de México; viajan a Suiza para reunirse con políticos y empresarios suizos.
En los últimos años, las relaciones entre México y Suiza han mantenido una expansión constante en los ámbitos político, económico, cultural, de cooperación judicial y de intercambios educativos, así como a nivel de consultas en foros multilaterales. Las relaciones económicas bilaterales están en un proceso de profundización; y se cuenta con un andamiaje jurídico que posibilita una mayor integración.
En 2021, ambas naciones celebraron 75 años de relaciones diplomáticas.

## Visitas de alto nivel

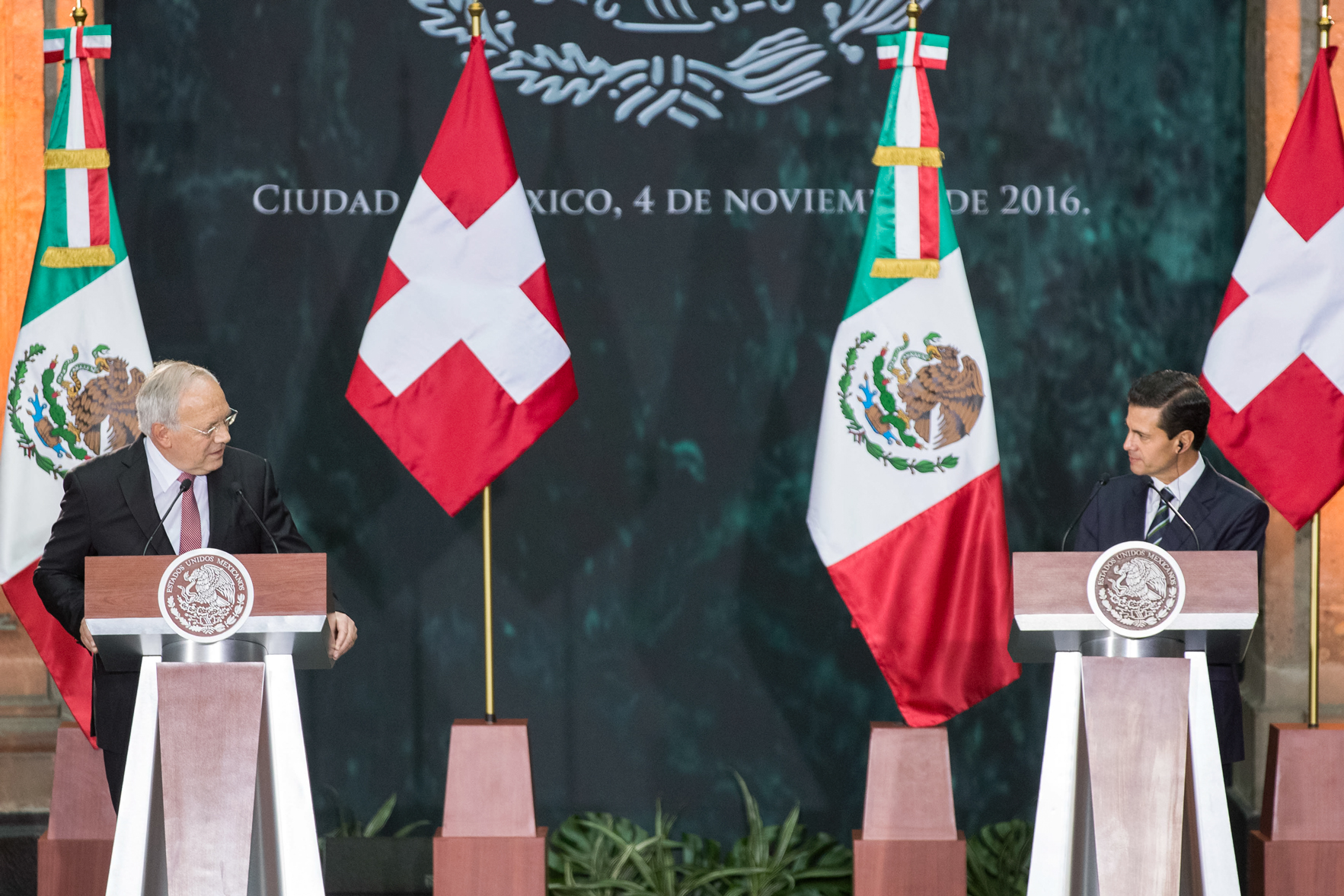
El presidente de Suiza, Johann Schneider-Ammann, de visita en la Ciudad de México junto con el presidente mexicano Enrique Peña Nieto; noviembre de 2016.

Visitas de alto nivel de México a Suiza
- Presidente Carlos Salinas de Gortari (1990)
- Presidente Ernesto Zedillo (1998)
- Presidente Vicente Fox (2001, 2003, 2004)
- Presidente Felipe Calderón Hinojosa (2007, 2009, 2010, 2011)
- Presidente Enrique Peña Nieto (2014)
- Secretaria Relaciones Exteriores Claudia Ruiz Massieu (2016)
- Secretaria Relaciones Exteriores Alicia Bárcena Ibarra (2024)

Visitas de alto nivel de Suiza a México
- Ministro de Exteriores Pierre Aubert (1984)
- Ministro de Exteriores René Felber (1989)
- Ministro de Economía Jean-Pascal Delamuraz (1995)
- Ministro de Economía Pascal Couchepin (1998, 2000)
- Presidente Joseph Deiss (2004)
- Presidente Johann Schneider-Ammann (2013, 2016)

## Acuerdos bilaterales
Ambas naciones han firmado varios acuerdos bilaterales, como un Acuerdo de Comercio (1950); Memorándum de Entendimiento de Cooperación Bilateral (1991); Acuerdo para evitar la doble imposición y la evasión fiscal (1993); Acuerdo sobre la Promoción y Protección Recíproca de Inversiones (1995); Memorando de Entendimiento sobre Cooperación Económica (1998); Acuerdo de Cooperación Agrícola (2000); Acuerdo sobre Asistencia Administrativa Mutua en Asuntos Aduaneros (2008); Memorándum de entendimiento sobre la cooperación entre la Agencia Mexicana de Cooperación Internacional para el Desarrollo (AMEXCID) y la Agencia Suiza para Desarrollo y Cooperación (2013); Memorándum de Entendimiento en Cooperación en Salud (2016); Acuerdo sobre el transporte aéreo (2016) y un Acuerdo de Cooperación Cinematográfica (2017).

## Educación
El Colegio Suizo de México es una escuela internacional suiza de primaria y secundaria en México que atiende a familias suizas expatriadas y mantiene campus en Cuernavaca, Ciudad de México y en Santiago de Querétaro. En 2020, aproximadamente 6.000 ciudadanos suizos residían en México.

## Transporte
Hay vuelos directos entre Cancún y Zürich con Edelweiss Air.

## Relaciones comerciales

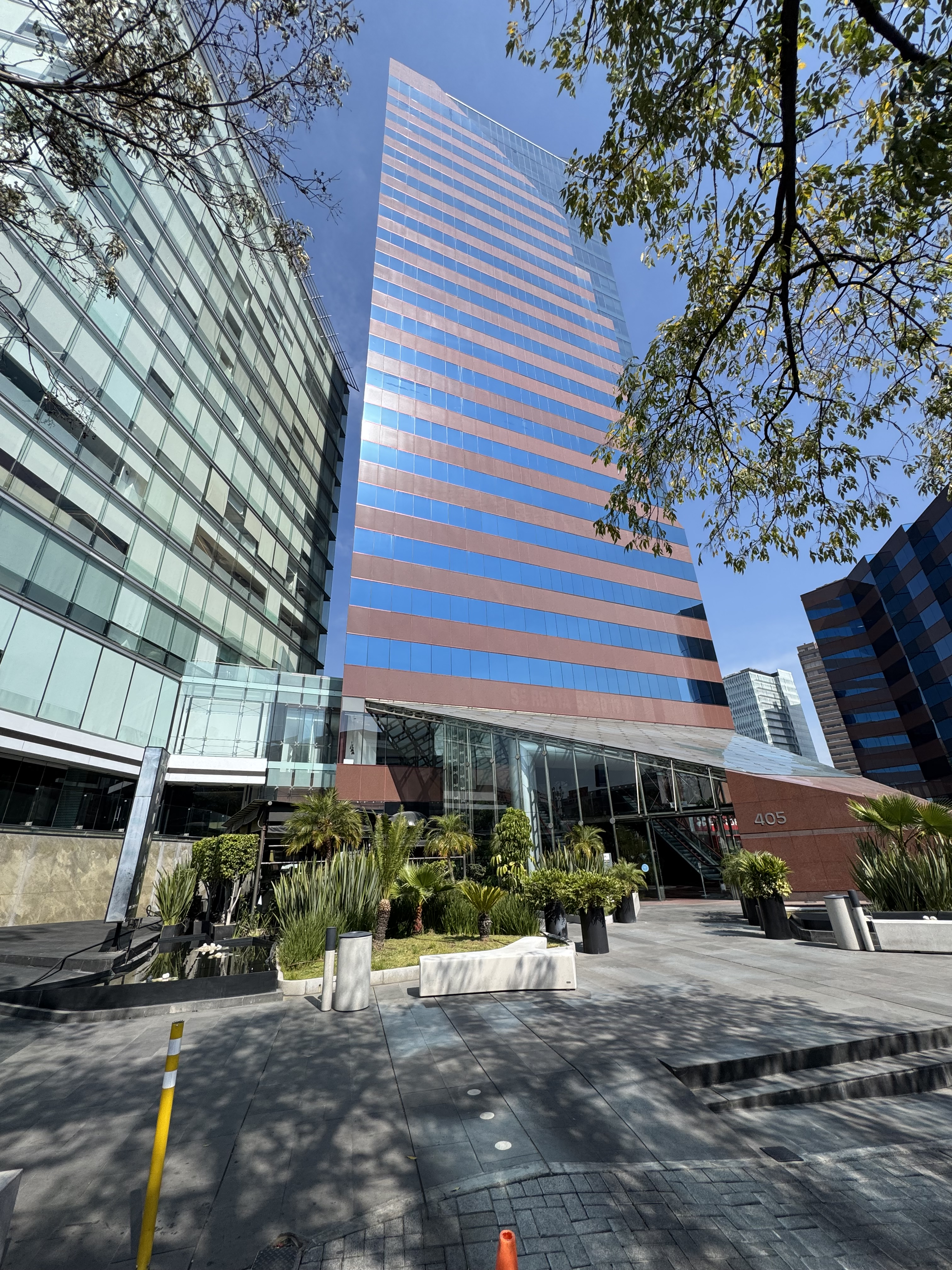
Edificio alojando a la Embajada de Suiza en Ciudad de México

En 2001, México firmó un acuerdo de libre comercio con la Asociación Europea de Libre Comercio, que incluye Islandia, Liechtenstein, Noruega y Suiza. En 2023, el comercio bilateral entre México y Suiza ascendió a $3.4 mil millones dólares. La inversión acumulada de Suiza en México entre 1999 y marzo de 2016 alcanza un monto de $9 mil millones de dólares. Varias compañías multinacionales suizas operan en México, como Credit Suisse Group, Holcim, Nestlé, Novartis, Roche y UBS. Empresas multinacionales mexicanas como Cemex y Vitro operan en Suiza. En 2022, la empresa mexicana FEMSA adquirió una participación del 97.7% en la empresa suiza Valora.

## Misiones diplomáticas residentes
- México tiene una embajada en Berna.[13]
- Suiza tiene una embajada en la Ciudad de México.[14]